# 4762 Dobrynya
4762 Dobrynya (1982 SC6) là một tiểu hành tinh vành đai chính được phát hiện ngày 16 tháng 9 năm 1982 bởi Chernykh, L. I. ở Nauchnyj.